# Castelvecchio (Verona)
Castelvecchio (in veneto Castelvecio), originariamente chiamato castello di San Martino in Aquaro, è un fortino medievale situato nel centro storico di Verona attualmente adibito a sede dell'omonimo museo civico; si tratta del più importante monumento militare della signoria scaligera.

## Origini del nome
Inizialmente la fortificazione era chiamata "castello di San Martino in Aquaro", denominazione derivata dalla preesistente chiesa che si collocava dove sarebbe poi sorta la cosiddetta "Corte d'Armi", la cui esistenza risaliva all'VIII secolo. Il toponimo "Aquaro" può essere ricondotto sia alla vicinanza dell'Adigetto (acquario o canale), sia alla vicinanza di un ponte (quaro) che avrebbe superato lo stesso canale o il fiume Adige. Il complesso assunse il nome di "Castel Vecchio" a seguito della costruzione di castel San Pietro da parte dei Visconti.

## Storia

### L'edificazione del castello

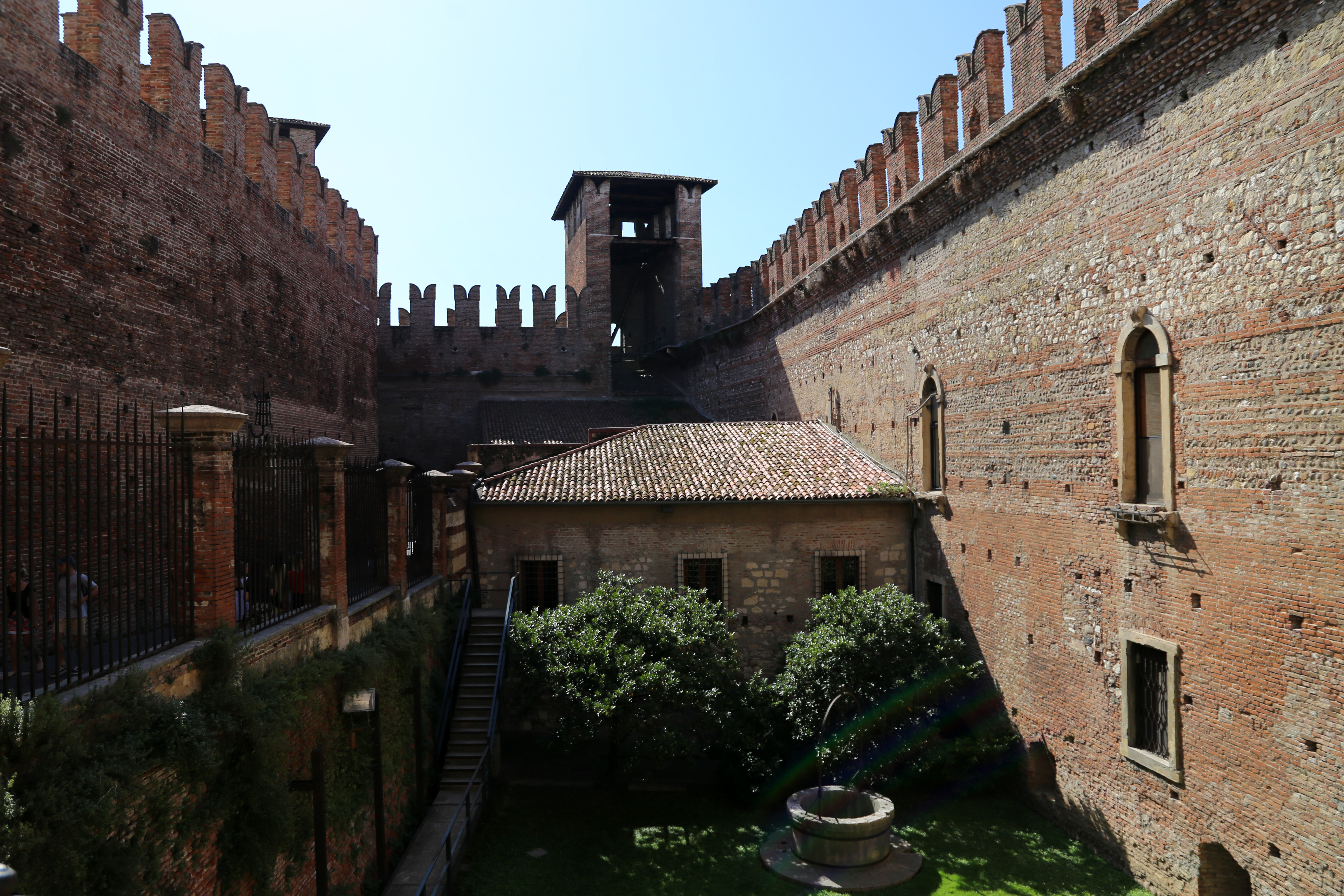
La Corte del Mastio, parte del nucleo più antico del castello, risalente al XIII secolo

La vicenda costruttiva del castello è complessa e prolungata nel tempo: la complessità deriva, in generale, dall'importanza della sua posizione nell'organismo urbano e, in particolare, dal suo stretto legame, morfologico e funzionale, con la cinta urbana comunale eretta lungo l'Adigetto. Non trascurabile è poi la presenza della porta urbica generata dall'antico Arco dei Gavi, inglobato nella medesima cinta muraria. Un altro elemento dell'ipotetica configurazione originaria del castello può essere stata la costruzione voluta da Alberto I della Scala, nel 1298, delle "regaste", la muraglia che doveva servire ad arginare l'Adige nella grande ansa fra le mura comunali e il borgo murato di San Zeno. Le mura comunali, l'Adigetto, le mura di Alberto sulla riva fluviale, delimitavano un impianto a forma di trapezio irregolare, idoneo ad ampliare la difesa verso l'esterno, con un nuovo recinto murario destinato a divenire il caposaldo occidentale della cinta comunale. Questo potrebbe essere il nucleo primigenio del castello alla fine del XIII secolo, oggi riconoscibile nel recinto a trapezio che contiene la Corte della Reggia e la Corte del Mastio.
L'intervento definitivo voluto da Cangrande II della Scala, riconducibile al 1354, configura un vero e proprio castello urbano: sistemato il fortilizio preesistente a meridione della cinta comunale, che assunse le forme della residenza fortificata, a settentrione della stessa cinta fu costruito il grande recinto rettangolare della Corte d'Armi; contemporaneamente fu edificato il ponte fortificato sull'Adige. Il complesso fortificatorio fu portato a compimento nel 1376 da Antonio e Bartolomeo II della Scala, con la costruzione dell'alto mastio.

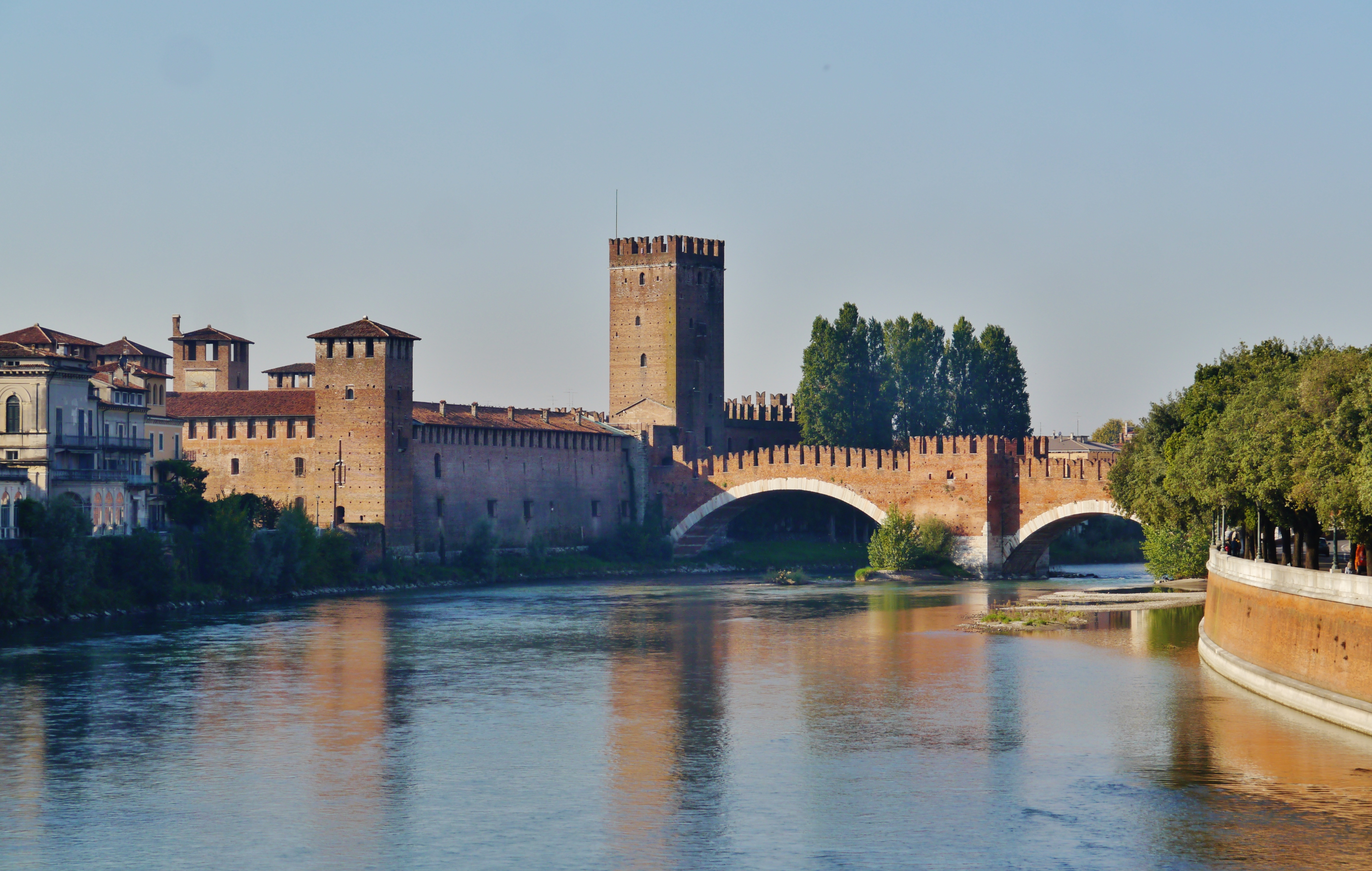
Il castello con il ponte fortificato che permetteva il collegamento tra le due sponde dell'Adige

Il nuovo castello si trovava così tra la testata della cinta scaligera a destra d'Adige, presso la Catena superiore, e la testata della cinta a sinistra d'Adige, presso la porta San Giorgio. L'essenza funzionale e architettonica della sua posizione è quella di costituire un elemento della difesa urbana inscindibile dal fiume, e nello stesso tempo predisposto a proiettare la sua azione oltre il fiume stesso. Il ponte, a uso esclusivo del castello, serviva come via di fuga o di accesso per gli aiuti provenienti dalla Valle dell'Adige, evitando così che il fiume diventasse una barriera insuperabile. Ma all'interno del complesso sistema difensivo urbano poteva servire per organizzare sortite in modo da operare tatticamente sulle opposte rive fluviali. Il castello è stato pensato pertanto come fulcro dell'intero sistema difensivo, e la sua torre maestra come centro del controllo visuale della città, sia a sinistra sia a destra d'Adige, e del paesaggio circostante.

### L'utilizzo in epoca moderna

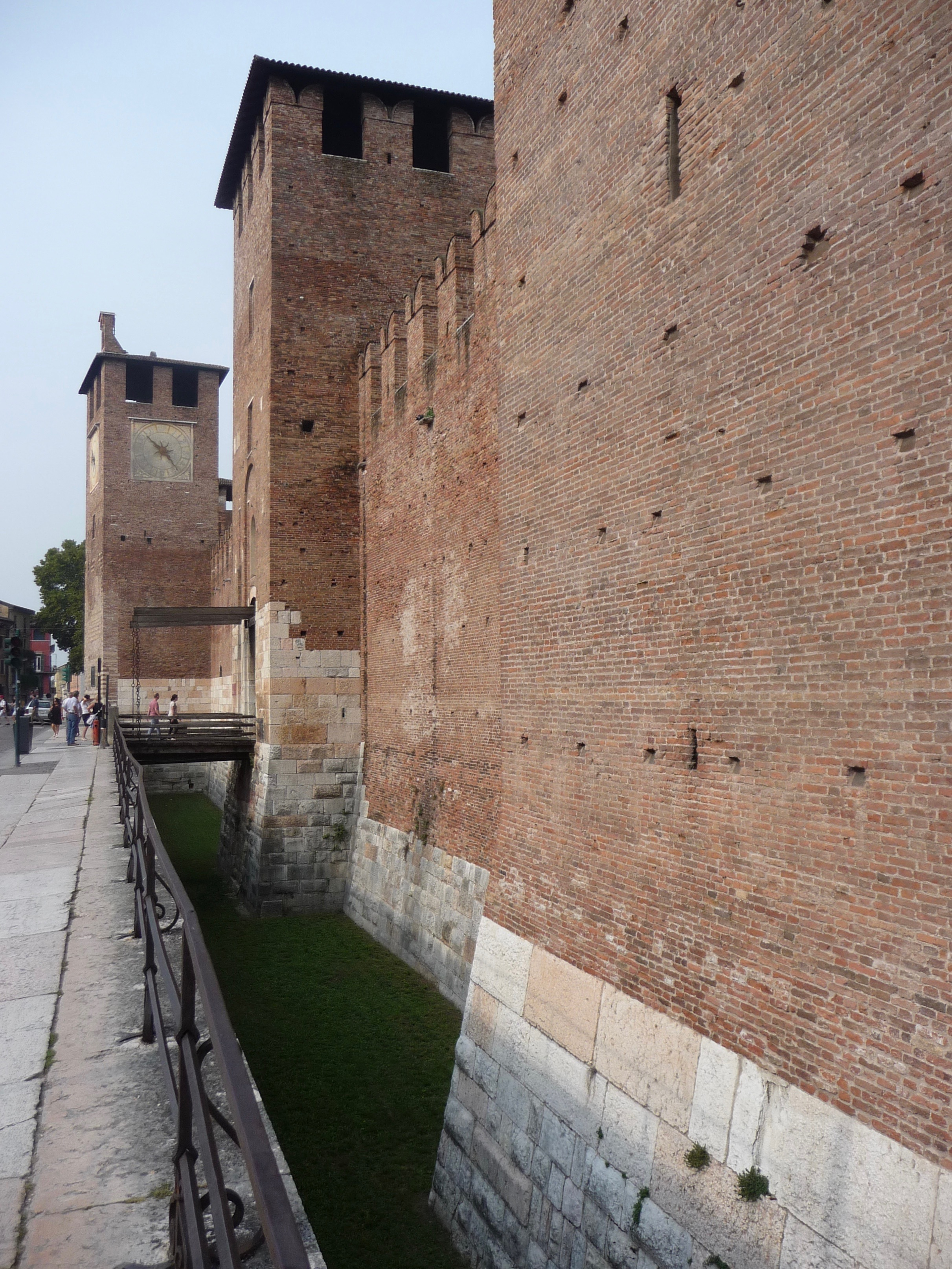
Il fossato del castello e la cortina con i suoi due diversi materiali: pietra da taglio e laterizio

Durante la dominazione dei Visconti, che presero il posto per alcuni anni dei Della Scala, venne costruito il nuovo caposaldo difensivo di Castel San Pietro, fatto che portò a una diminuzione della primaria funzione difensiva del castello di San Martino, che tuttavia assunse importanza in relazione al nuovo sistema di attrezzature logistiche della Cittadella militare, l'ampio quadrangolo fortificato esteso a sud-ovest, tra la cinta comunale e la cinta scaligera, destinato anche all'accampamento delle milizie. Questo spazio, completamente difeso da mura, era infatti in diretta comunicazione con Castelvecchio attraverso una strada coperta esistente tra la cinta comunale e l'antemurale. Inoltre, sul coronamento della cinta comunale fu raddoppiata la merlatura, per ottenere un camminamento protetto dallo stesso castello fino a piazza Bra.
In epoca veneta il castello fu utilizzato come residenza del castellano e del cappellano, oltre che come caserma, arsenale d'artiglieria, armeria, polveriera e magazzino per le riserve alimentari. Parte del mastio fu inoltre utilizzato come carcere, mentre un'altra residenza per il castellano fu sistemata nella Reggia scaligera. Nel 1759 divenne invece sede del Veneto Militar Collegio, un istituto per la formazione di ingegneri da inquadrare in un corpo tecnico militare. La nuova prestigiosa destinazione rese necessaria la sistemazione degli edifici esistenti nella corte meridionale e la costruzione di un nuovo edificio ortogonale alla Reggia. Nella corte settentrionale permaneva invece l'acquartieramento dei soldati e il deposito dei materiali d'artiglieria, in fabbricati appositamente disposti nello spazio interno.

### Le trasformazioni e adattamenti ottocenteschi

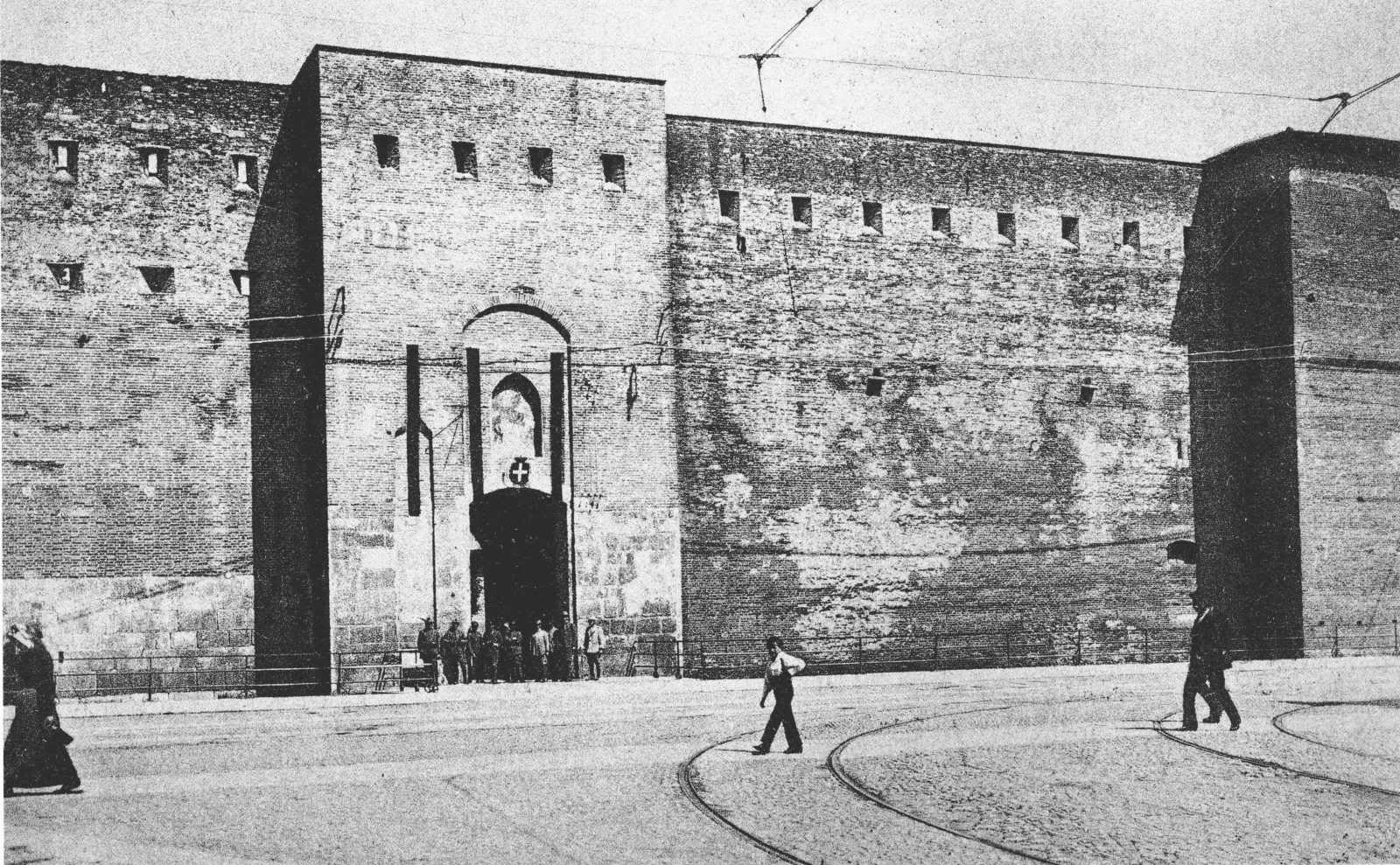
Il castello ridotto a caserma a seguito delle trasformazioni operate dalle truppe napoleoniche

All'inizio dell'Ottocento, durante l'occupazione napoleonica, il castello fu pesantemente trasformato per essere adattato ad arsenale e ridotto difensivo urbano. I fabbricati presenti nella corte settentrionale furono demoliti, compresa l'antica chiesetta di San Martino, e tra il 1802 e il 1805 fu costruita una nuova caserma lungo i lati ovest e nord della stessa corte. Le torri furono invece cimate e coperte da volte casamattate, mentre nei muri furono aperte le cannoniere. Inoltre la merlatura delle cortine murarie fu eliminata chiudendo gli spazi intermedi. Nel 1805 l'Arco dei Gavi fu letteralmente smontato dai francesi per ragioni di viabilità e per lo stesso motivo l'adiacente Torre dell'Orologio, già cimata nel 1797, venne demolita completamente; fu così possibile ampliare la sezione stradale.

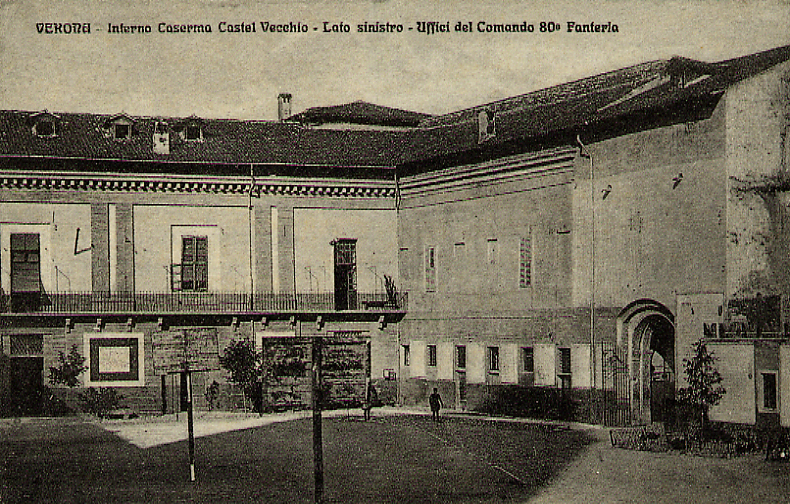
L'interno della Corte d'Armi con la caserma militare

La trasformazione in caserma e in arsenale fortificato fu ritenuta soddisfacente dal successivo Comando militare absburgico, che mantenne tale impiego dal 1814 al 1866. Negli anni trenta dell'Ottocento nella vecchia sede del Veneto Militar Collegio venne sistemata la Scuola di Artiglieria dello Stato Maggiore, trasferita negli anni cinquanta in un'altra caserma. Anche dopo la costruzione dell'Arsenale della Campagnola, a Castelvecchio venne mantenuta un'armeria e la caserma di artiglieria. Alla fine degli anni cinquanta fu poi installata, sulla terrazza del mastio, una stazione di telegrafia ottica: si compirono diversi esperimenti finalizzati alla disposizione di una rete di segnalazioni ottiche diurne e notturne fra le piazzeforti del Quadrilatero. Oltre a Verona, le fortezze dotate di stazioni di emissione e di ricezione erano Pastrengo, Rivoli, Peschiera, Mantova e Borgoforte.

### I restauri novecenteschi

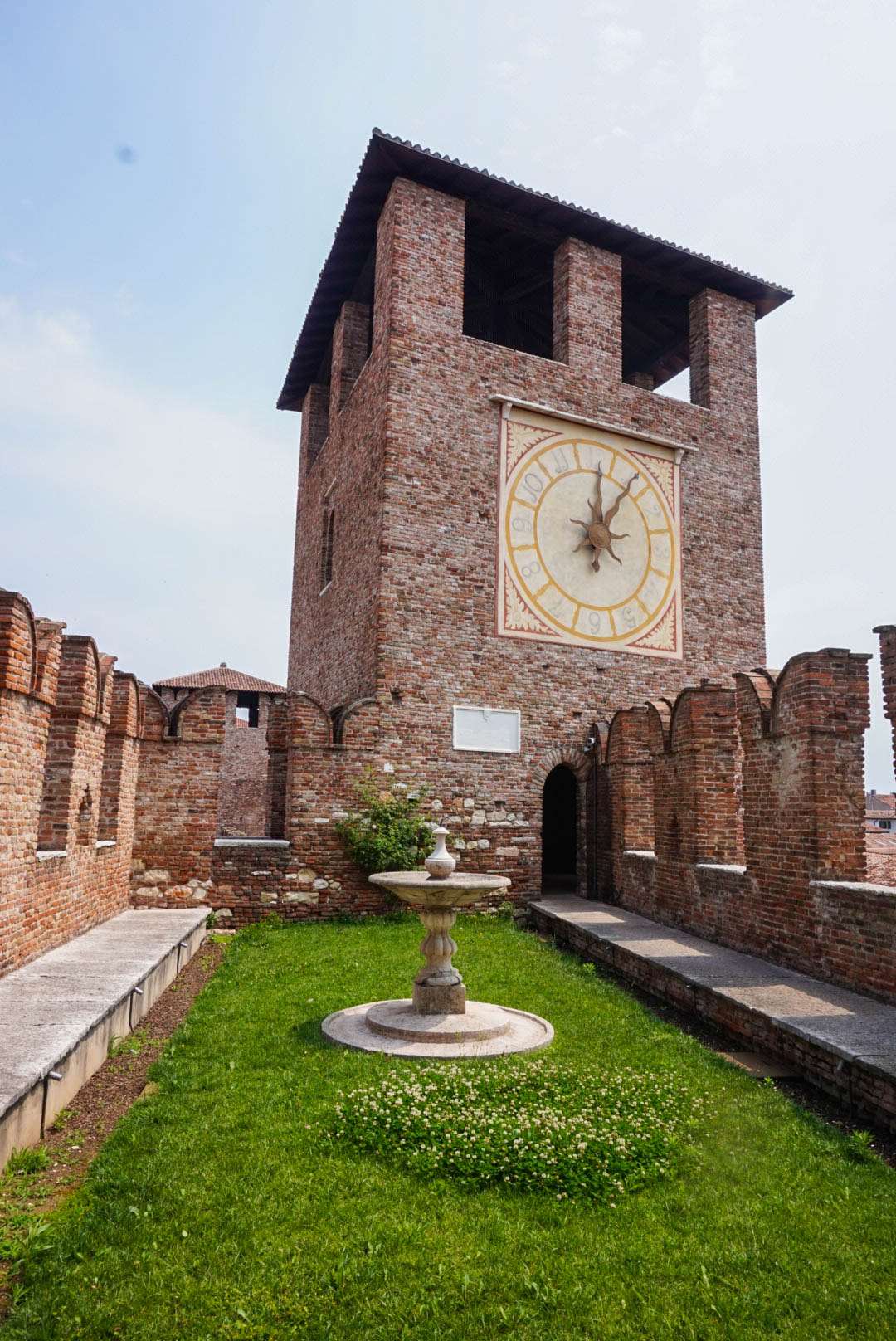
La Torre dell'Orologio, quasi completamente demolita durante l'occupazione francese e ricostruita durante il restauro di Antonio Avena

Sotto l'Amministrazione Italiana fu nuovamente confermata la destinazione a caserma: inizialmente sede del Comando di Fortezza, gli edifici della Corte della Reggia divennero sede del Circolo Ufficiali di Presidio. Tuttavia, nel 1870 il ponte di Castelvecchio fu aperto al pubblico e reso transitabile con l'apertura di un arco gotico nelle mura perimetrali, vicino alle rovine della Torre dell'Orologio.
Tra il 1923 e il 1926 vi fu infine un ampio intervento di restauro stilistico diretto dall'ingegnere e architetto Ferdinando Forlati e dal professor Antonio Avena, durante il quale venne anche ricostruita la Torre dell'Orologio, anche se in posizione più arretrata, retrocessa verso il castello. La ricostruzione dell’immagine medievale ha quasi del tutto cancellato le opere settecentesche e ottocentesche; in particolare la caserma napoleonica presente nella Corte d'Armi è stata tramutata in un palazzo scaligero-veneto, mai realmente esistito. La stessa configurazione degli elementi fortificatori è stata ridefinita senza tener però conto degli originari rapporti di altezza che intercorrevano tra le torri e le cortine murarie per cui, in particolare nel recinto maggiore, le cortine sembrano troppo basse rispetto alle alte torri. La Reggia scaligera fu rispettata e solo ripristinati gli ambienti interni. Nelle sale del castello restaurato, a eccezione di quelle occupate dal Circolo Ufficiali, venne così allestito il Museo d’Arte di Castelvecchio.

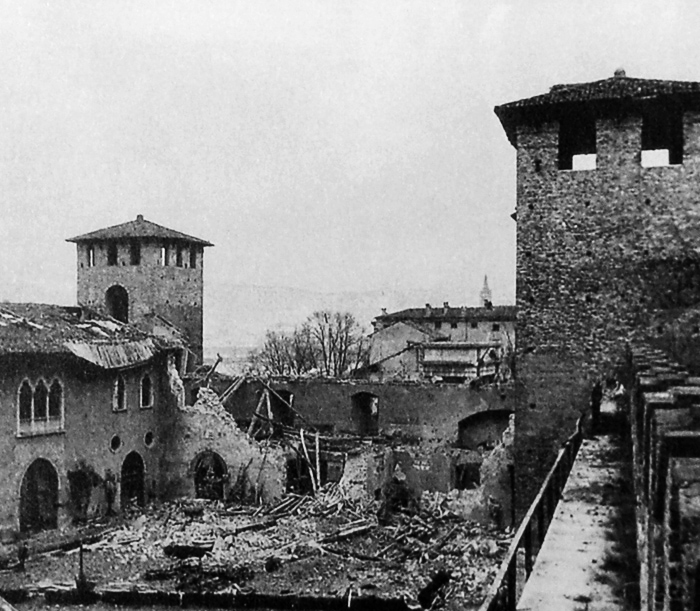
Il museo civico colpito dai bombardamenti della seconda guerra mondiale

I bombardamenti aerei del 1945 danneggiarono gravemente l'ala orientale del castello mentre le truppe tedesche in ritirata minarono e distrussero il ponte scaligero. La ricostruzione dell’ala distrutta viene eseguita già nel 1947, sotto la direzione dell’architetto Alberto Avesani, mentre il ponte è stato restituito al patrimonio monumentale veronese dalla fedele ricostruzione curata da Piero Gazzola tra il 1948 e il 1951. Dell’opera originaria si conservano quindi solo le pile intermedie, a pianta pentagonale, rivestite alla base dai grandi conci squadrati di pietra rustica; le arcate, con le ghiere a elementi lapidei radiali e le sovrastanti strutture laterizie, sono state completamente ricostruite secondo le forme primitive.
Tra gli anni cinquanta e sessanta venne poi eseguito il celebre rinnovamento del museo civico di Castelvecchio su disegno del celebre architetto veneto Carlo Scarpa, secondo le idee del professor Licisco Magagnato, direttore dei Civici Musei.

## Descrizione

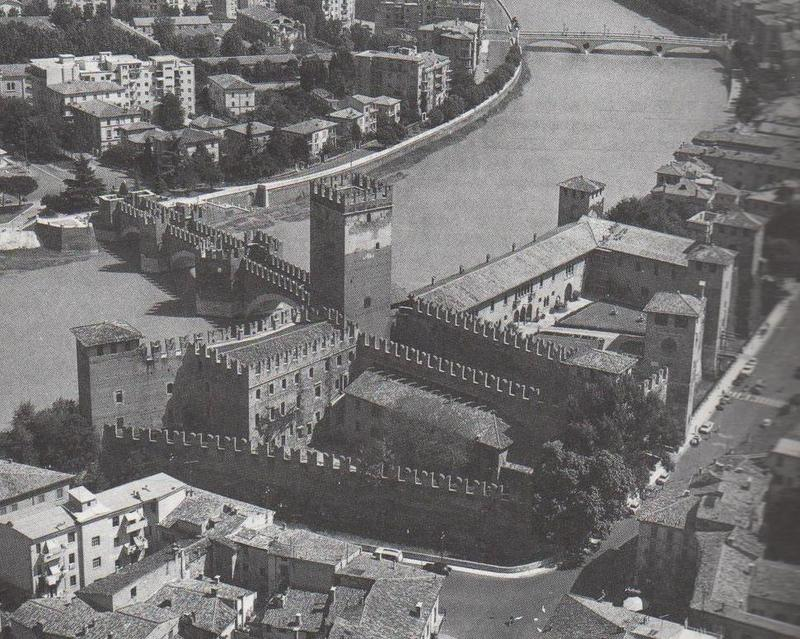
Veduta di Castelvecchio in una fotografia degli anni sessanta del Novecento. Si possono distinguere la Corte della Reggia, in basso, la Corte d'Armi, in alto a sinistra, oltre che il mastio e il ponte fortificato

La complessa disposizione planimetrica del castello è generata da più fasi costruttive, dalle trasformazioni e dai restauri succedutisi nel corso dei secoli del tempo. Se ne possono tuttavia distinguere tre parti principali: la cosiddetta "Corte della Reggia" scaligera, a meridione; la "Corte d'Armi", a settentrione; e a separare le due precedenti la cosiddetta "Corte del Mastio", oggi assai trasformata a causa della rettifica tardo ottocentesca al profilo della rampa di accesso al ponte fortificato.
Tra la Corte del Mastio e la Corte d'Armi si erge un'alta cortina muraria merlata, imponente resto delle mura di epoca comunale edificate sull'Adigetto e preesistenti al castello. La cortina si estende dalla "Torre dell'Orologio" sino alla riva dell'Adige, presso il ponte. Le diverse tessiture murarie e i diversi materiali in opera indicano l'evolversi delle fasi costruttive e le ricostruzioni: alle estremità il muro è a blocchi grezzi di tufo, rimanenze dell'originaria edificazione della prima metà del XII secolo; nella parte centrale, ricostruita dopo il crollo del 1239, la muraglia è invece a fasce alterne di ciottoli e laterizio; verso la Torre dell'Orologio è invece visibile un tratto di muratura formato da grossi blocchi lapidei, recuperati da antichi edifici.
L'originaria Torre dell'Orologio, demolita dai soldati del generale Napoleone Bonaparte, si innalzava in posizione assai più sporgente sul corso prospiciente, quasi a contatto e a difesa dell'Arco dei Gavi, che fu inglobato nelle mura comunali dell'Adigetto e trasformato in porta urbana.

### Corte della Reggia

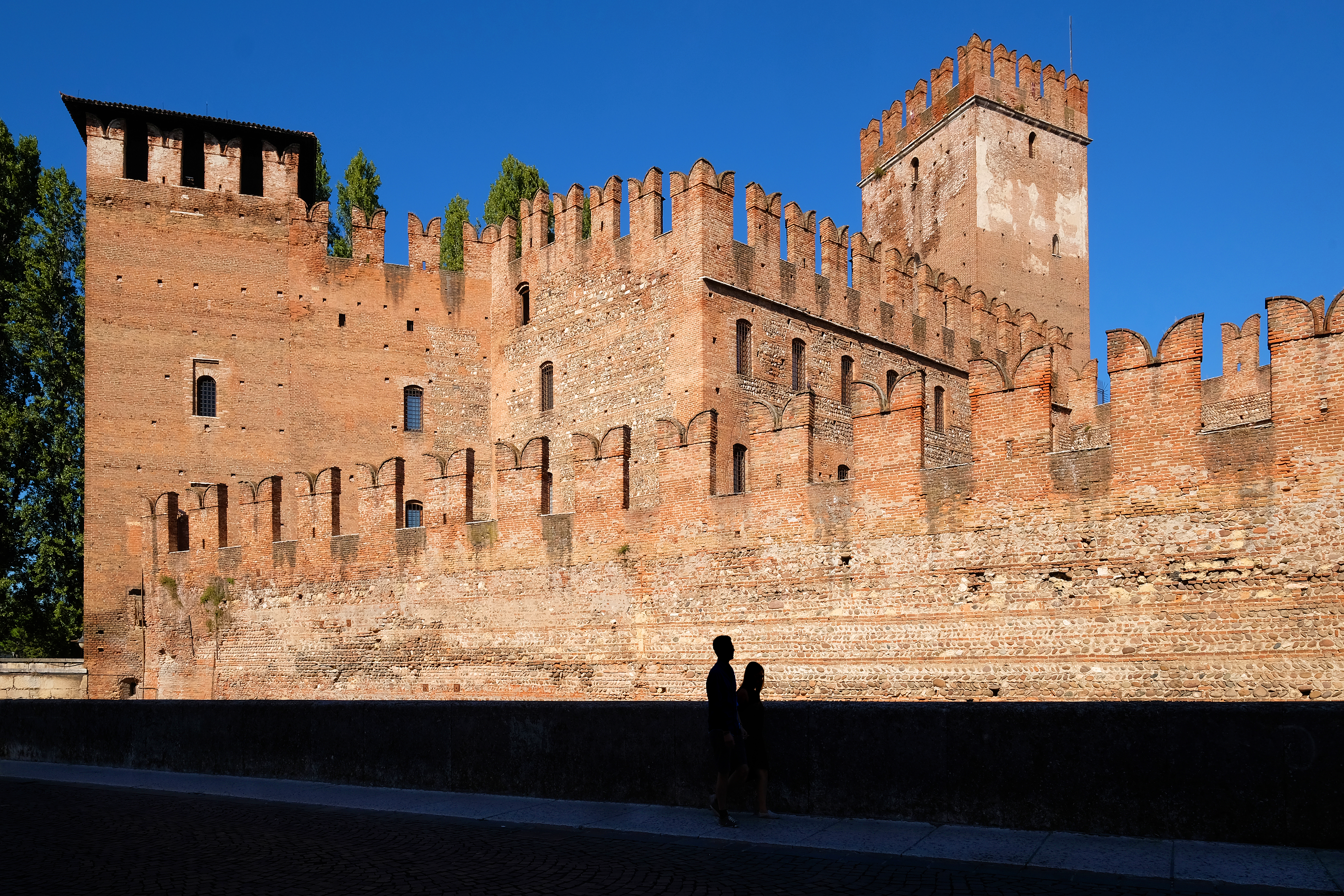
Sulla sinistra la torre-porta d'accesso e al centro, in parte nascosta dalla cortina, la residenza fortificata

A meridione, la Corte della Reggia è caratterizzata da una conformazione planimetrica irregolare, a trapezio. La residenza fortificata scaligera, collegata all'alto Mastio, era disposta solo lungo il lato adiacente alla riva dell'Adige mentre l'altro corpo di fabbrica, a essa innestato in ortogonale e addossato alla cortina settentrionale della corte, venne edificato nel Settecento per ampliare la sede del Veneto Militar Collegio (in epoca asburgica occupato dalla Scuola d'Artiglieria dello Stato Maggiore e poi dall'armeria), edificio però gravemente manomesso tra il 1923 e il 1925 e oggi irriconoscibile.
Una torre-porta, con ponte levatoio, si protende verso meridione dall'estremità della Reggia; a est della stessa torre, lungo l'alveo dell'Adigetto, si innesta la cinta merlata, con apparecchio murario di ciottoli e laterizio, che circonda la corte a sud e a est, sino alla torre di levante, sul corso, che precede la Torre dell'Orologio.

### Corte d'Armi

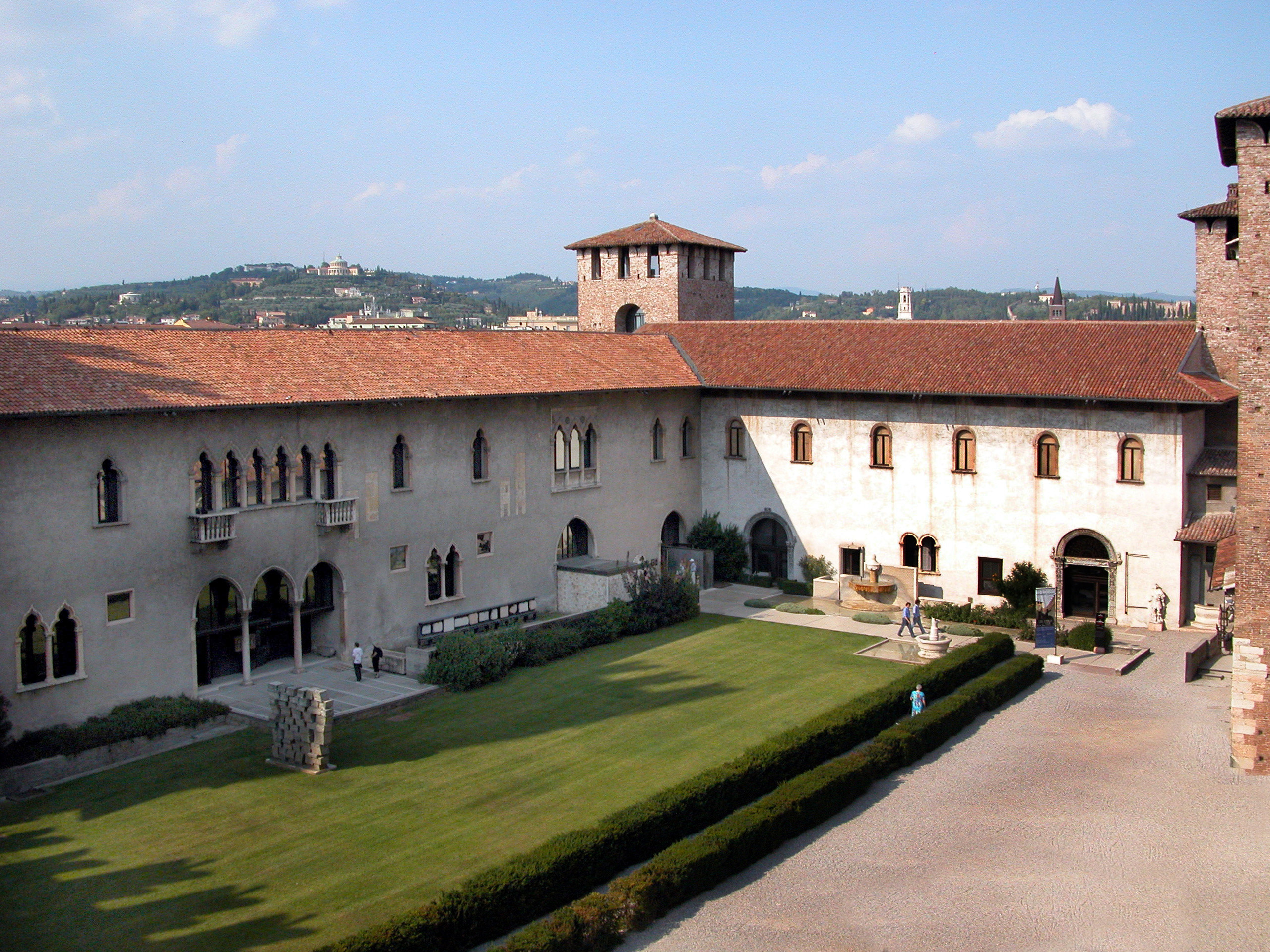
La Corte d'Armi, da cui si può accedere al museo civico

A settentrione si dispone il recinto merlato, quasi rettangolare, della Corte d'Armi, protetto sul perimetro esterno da un fossato asciutto e munito da quattro torri, merlate e coperte da tetto ligneo a padiglione. Il grande recinto è chiuso a meridione, verso la Corte del Mastio, dall'alta cortina comunale attestata alla Torre dell'Orologio (quest'ultima completamente ricostruita durante i lavori di restauri avvenuti tra 1923 e 1925); davanti alla medesima cortina è stato rimesso in luce l'originario fossato asciutto interno, completamente interrato già nel Sei-Settecento. Nella cortina orientale, prospettante su corso Castelvecchio, è inserita in posizione intermedia un'ulteriore torre-porta con ponte levatoio. Infine un ingresso secondario, anch'esso con ponte levatoio, è posto accanto alla torre d'angolo sul corso. Il recinto si conclude sulla riva dell'Adige con la quarta torre, alla cui base si apre una piccola porta di sortita detta pusterla. Sulle pareti di torri e cortine murarie si può osservare l'impiego omogeneo di paramenti murari laterizi; il basamento, a profilo scarpato dal piano del fossato asciutto, è invece rafforzato e rivestito da blocchi squadrati, regolari, di pietra da taglio.
Nello spazio interno della corte è disposta, a ovest, a chiudere il fronte sull'Adige, e a nord, addossata alla cortina, l'ottocentesca caserma napoleonica, oggi irriconoscibile per la trasfigurazione del restauro stilistico del 1923-1926. La caserma era una struttura casamattata, con possenti volte terrapienate, a prova di bomba. Il piano terra era originariamente adibito a magazzini e laboratori per i materiali d'artiglieria; al primo piano erano disposti invece gli alloggiamenti, disimpegnati da un ballatoio esterno. Uno scalone a rampe contrapposte, appoggiato alla cortina comunale, portava al ballatoio e alla copertura, formata dal terrapieno a profilo di fortificazione, sul quale erano ordinate nove postazioni di artiglieria. In epoca absburgica, prima che fosse edificato il nuovo Arsenale della Campagnola, gli edifici della Corte d'Armi furono adibiti ad arsenale d'artiglieria, e in seguito utilizzati come caserma d'artiglieria.

### Mastio e ponte fortificato

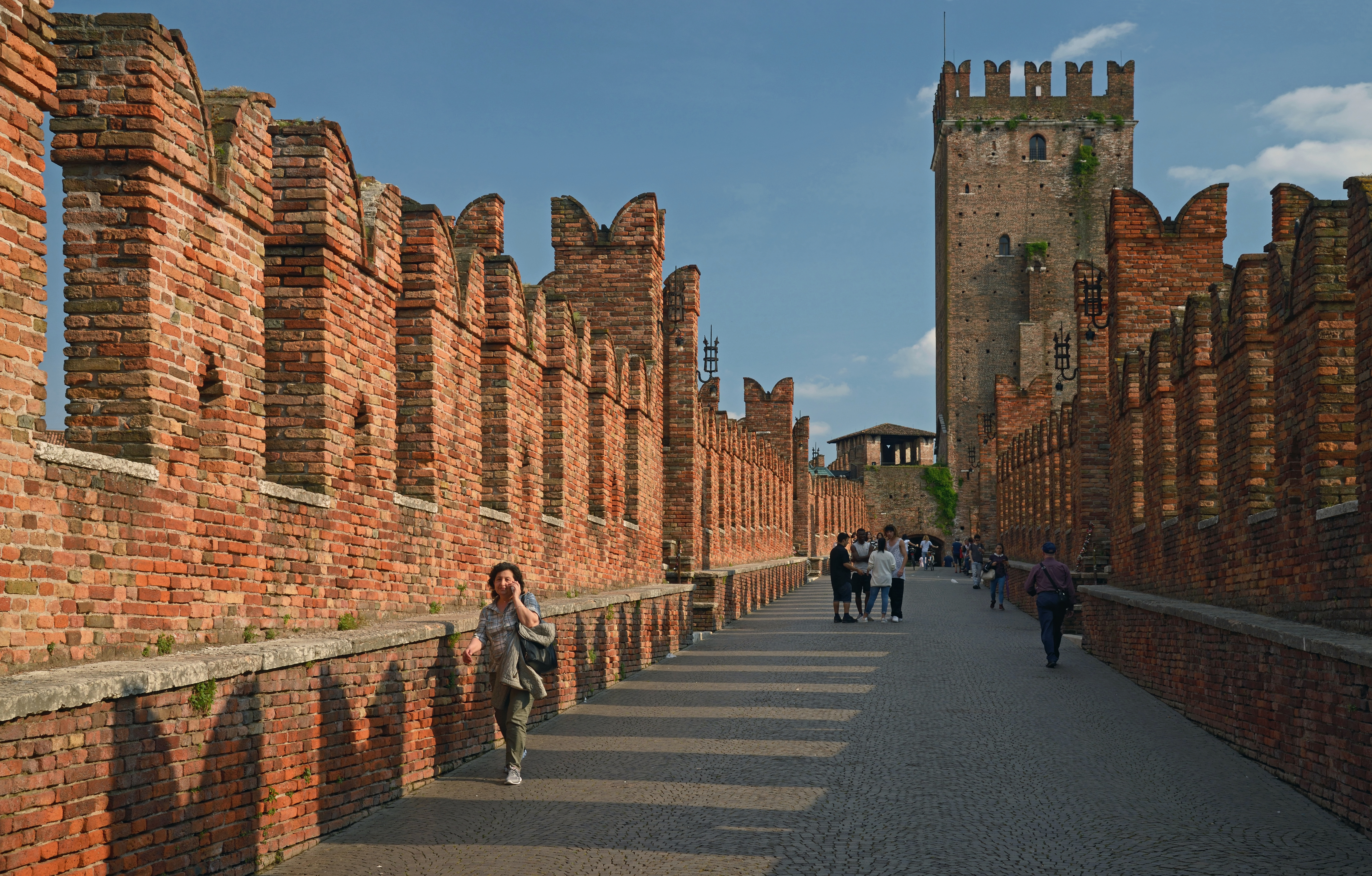
Vista del mastio dall'estremità del ponte scaligero

L'insieme del castello è dominato dall'alta mole del mastio che si erge sul fronte occidentale, in riva all'Adige, presso il ponte fortificato. La sua figura è possente anche per l'aspetto dei paramenti murari, di laterizio, compatti e privi di distacchi o risarciture. Ancora nel Settecento, sulla faccia orientale campeggiava la grande immagine, in affresco, del leone di San Marco, simbolo del dominio veneto.
In epoca absburgica la torre ospitò la stazione del telegrafo ottico militare, necessario per permettere la comunicazione con la rete di segnalazione istituita tra le fortezze del Quadrilatero. Gli apparecchi segnalatori, diurni e notturni, collocati sulla copertura a terrazza, erano in collegamento con i corrispondenti apparati posti sulla Torre della Gabbia, a Mantova, e con quelli della torre telegrafica di Pastrengo, sul colle di San Martino.
Tangente alla base del mastio, il ponte fortificato scaligero a tre grandi archi diseguali supera il fiume, con l'audacissimo slancio dell'arcata maggiore, avente una luce di ben 48,69 metri. Ricostruito dopo la rovina bellica operata dell’esercito nazista nel 1945, ancora oggi il ponte si impone all’osservatore come un capolavoro d’arte: l’elemento funzionale della sicurezza militare, materializza nell’architettura un’opera di assoluto valore paesistico, capace, per sé stessa, di imprimere al paesaggio urbano un indimenticabile carattere.

## Museo civico di Castelvecchio

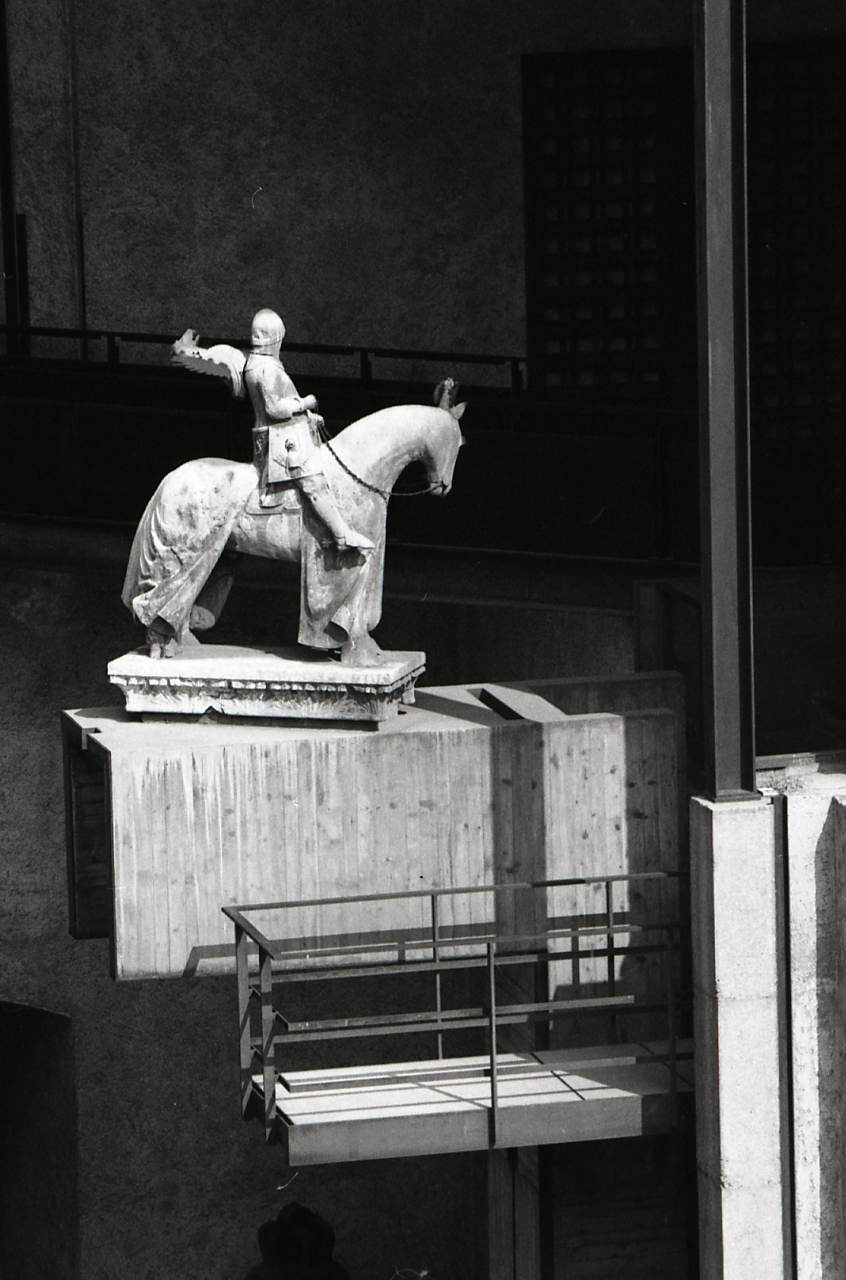
La statua equestre di Cangrande riposizionata dalla sua collocazione originale a seguito del restauro operato dal noto architetto Carlo Scarpa

Il museo di Castelvecchio, uno dei più importanti musei della città di Verona, venne restaurato e allestito con criteri moderni tra il 1958 e il 1964 da Carlo Scarpa, di cui divenne uno degli interventi più completi e meglio conservati. Esso si distribuisce in circa trenta sale e in relativi settori: il cortile d'accesso ospita un lapidario medievale; le sale d'accesso al pianterreno costudiscono epigrafi di età altomedievale e romanica e sculture veronesi del XIV e XV secolo; le sale della Reggia presentano affreschi staccati, dipinti del Medioevo e del primo Rinascimento, sculture e gioielli trecenteschi (tra cui opere di Pisanello, Bellini, Carpaccio, Mantegna e Rubens); nel mastio si trova la sala delle armi antiche; il livello superiore dell'ala napoleonica presenta tele di grandi dimensioni di artisti veronesi e veneziani dal XVI al XVIII secolo (tra cui Tintoretto e Paolo Veronese); l'ultima sala, infine, è dedicata alle opere di artisti del XVIII secolo (tra cui Giambattista Tiepolo).
In un punto particolarmente importante del percorso è inoltre collocata, su un supporto sopraelevato, la statua equestre di Cangrande della Scala, opera del XIV secolo che fu rimossa dalla sua posizione originale, presso le Arche scaligere, per poterla meglio conservare.